# Museo Magnin
El musée Magnin es un museo nacional situado en Dijon, en la región de Borgoña-Franco Condado. Presenta una colección de en torno a 2000 obras de arte reunidas a lo largo de su vida por dos amantes del arte: Maurice Magnin y su esposa Jeanne. 

## Historia
Ligada al Estado francés en 1937 la colección se reúne en el hotel Lantin, un hotel particular del siglo XVII del casco antiguo de Dijon que fue propiedad de los Magnin y que fue también donado en 1937 con la colección, que en su conjunto formaron posteriormente el Museo nacional Magnin. 

## Colecciones
Dentro de las colecciones encontramos objetos de arte, pinturas, dibujos y grabados, presentados en las diferentes salas del Hotel Lantin, al modo en que distribuyeron su colección en el espacio que habitaban los Magnin.

### Pinturas
La colección de pinturas comprende una mayor parte de obras de la escuela francesa - en torno a 650, incluyendo entre ellas obras de Claude Vignon, Nicolas Régnier, Philippe de Champaigne, Laurent de La Hyre, Eustache Le Sueur, Sébastien Bourdon, Lubin Baugin, Charles de La Fosse, Pierre Subleyras, Jacques-Louis David, Théodore Géricault, Antoine-Jean Gros, Horace Vernet, Girodet-Trioson, Pierre-Narcisse Guérin, Eugène Isabey...
Entre las 170 tablas italianas se encuentran obras de Girolamo di Benvenuto, Ridolfo del Ghirlandaio, Giovanni Cariani, Andrea Schiavone, Marcello Venusti, Sofonisba Anguissola, Alessandro Allori, Palma el Joven, Bartolomeo Schedoni, Bernardo Strozzi, Giovanni Baglione, Giovanni Battista Crespi, Francesco Cozza, Volterrano, Carlo Dolci, Giovanni Francesco Romanelli, Luca Giordano, Alessandro Magnasco, Sebastiano Ricci, Giovanni Antonio Pellegrini, Giambattista Tiepolo, Gaspare Traversi...
Las escuelas del norte están representadas por obras de Pieter Brueghel el Joven, Joachim Wtewael, Roelant Savery, Pieter Lastman, Jan van Bijlert, Bartholomeus van der Helst, Jacques d'Arthois, Nicolaes Maes, Frederik de Moucheron, Jan Weenix, Gérard de Lairesse, Jan Frans van Bloemen, Anton Raphael Mengs...

### Objetos de arte y artes gráficas
Entre las esculturas hay que destacar particularmente una importante obra en terracota de Gian Lorenzo Bernini, La bienheureuse Ludovica Albertoni.
La colección de dibujos es rica y comprende a los artista también representados con sus pinturas en la colección. Así encontramos entre ellos representadas la obra de Laurent de La Hyre, Eustache Le Sueur, Sébastien Bourdon, Gérard de Lairesse, Anton Rafael Mengs y también obras de Eugène Delacroix, del Caballero de Arpino, de Jean-Baptiste Greuze, François Boucher, Natoire, Parrocel, Jean-Baptiste Oudry, Carle van Loo, Jean-Germain Drouais, Jean Guillaume Moitte ...

## Galería de imágenes

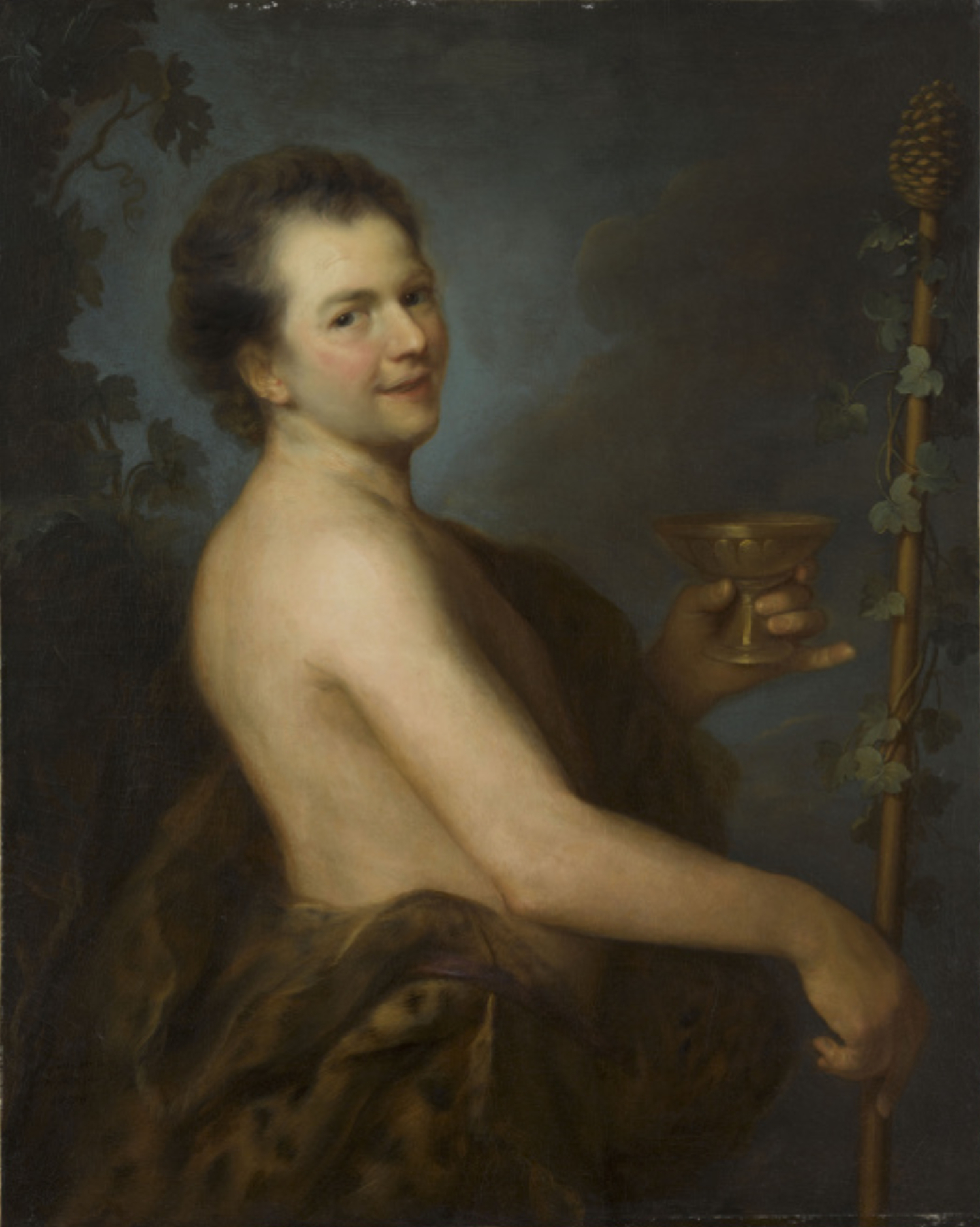
Autorretrato como Baco de Alexis Grimou, 1728
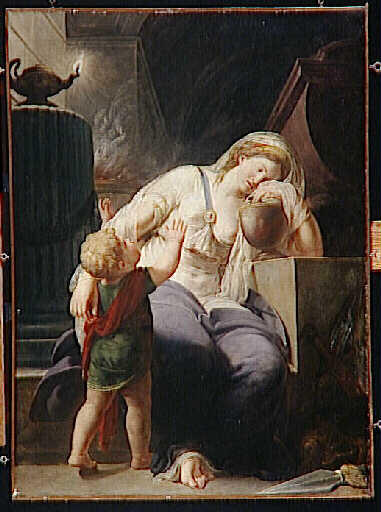
Andromaca junto a la tumba de su esposo Jean Bardin, 1777
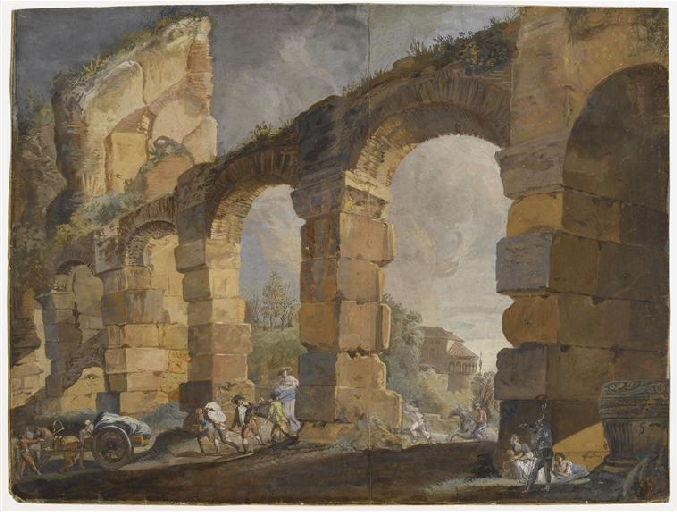
Ruina de acueducto en Roma,Jean Bardin, guache sobre cartón, 43 x 57 cm,
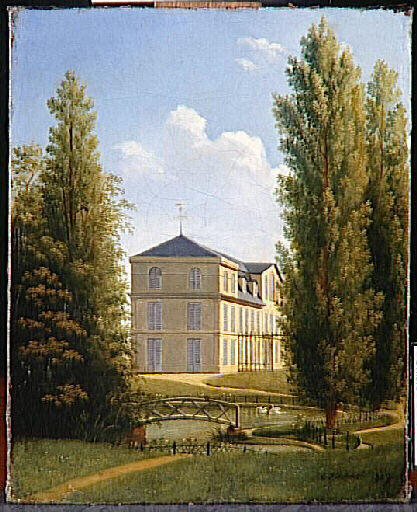
Vista de una cas de campo en la campania, de Étienne-Jean Delécluze, óleo sobre tela, 41 x 33 cm, 1807
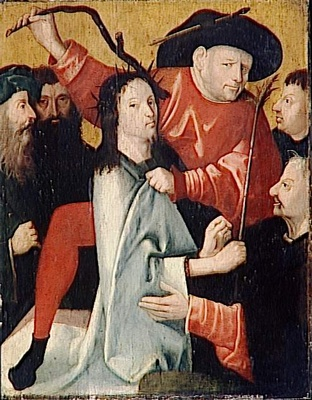
La Coronación de espinas de Cristo., seguidor de el Bosco , 40 × 30 cm , s. XVI
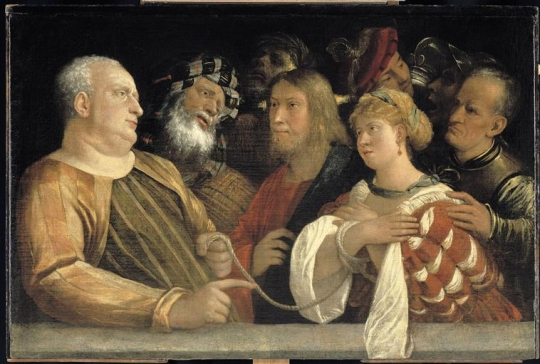
Cristro y la mujer adúltera, de Giovanni Cariani, s. XVI
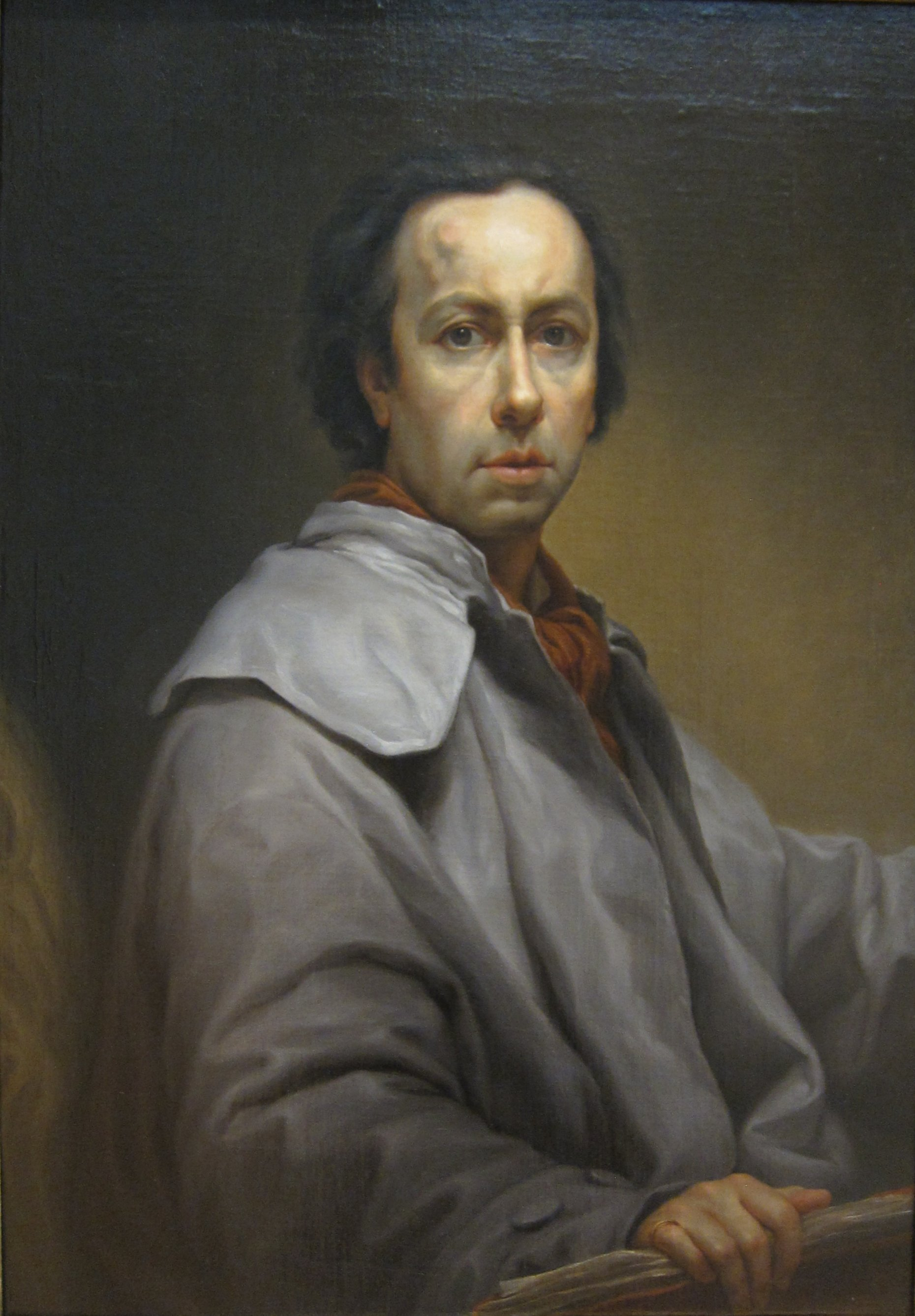
Autorretrato de Anton Raphael Mengs, hacia 1777
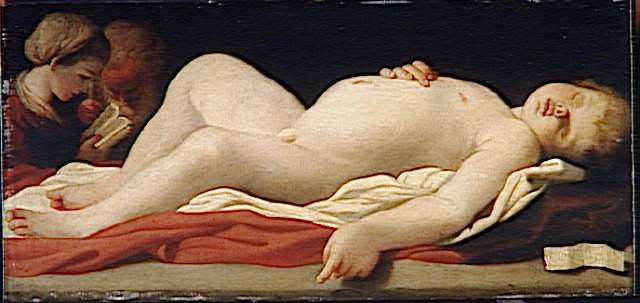
El sueño del niño Jesús, de Bartolomeo Schedoni
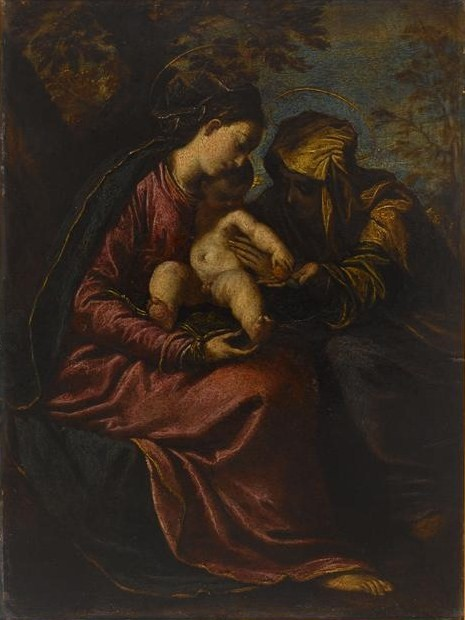
Virgen con el Niño y Santa Ana, de Scarsellino
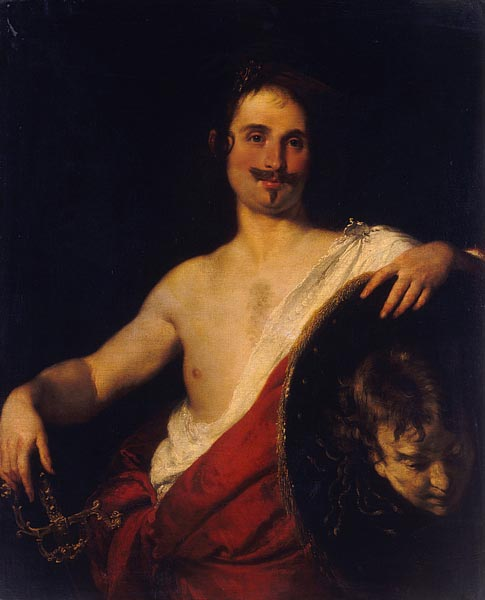
Retrato de Giovan Donato Correggio vestido como Perseo, de Bernardo Strozzi, óleo sobre tabla, hacia 1631
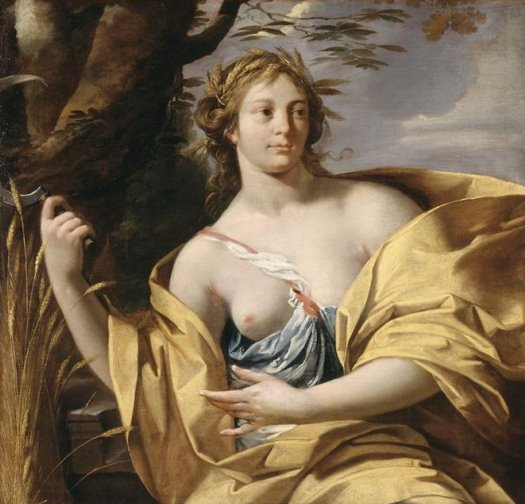
Ceres, de Simon Vouet,
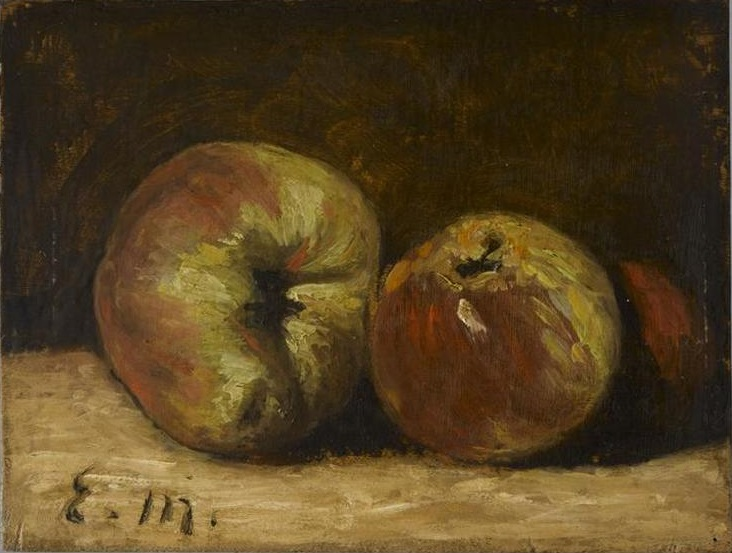
Dos manzanas de Edouard Manet, 1882